# Districte municipal de Jurbarkas
El districte municipal de Jurbarkas (en lituà: Jurbarko rajono savivaldybė) és un dels 60 municipis de Lituània, situat dins del comtat de Tauragė, i que forma part de la regió de Samogitia. La capital del municipi és la ciutat homònima.

## Seniūnijos
- Eržvilko seniūnija (Eržvilkas)
- Girdžių seniūnija (Girdžiai)
- Juodaičių seniūnija (Juodaičiai)

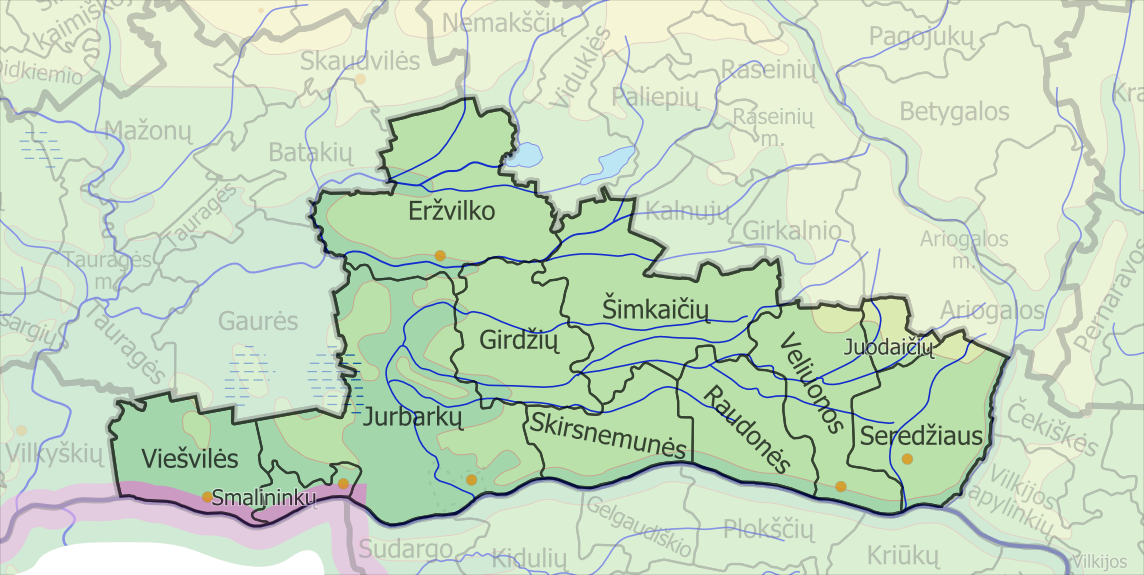
Seniūnijos del districte municipal de Jurbarkas

- Jurbarko miesto seniūnija (Jurbarkas)
- Jurbarkų seniūnija (Jurbarkai)
- Raudonės seniūnija (Raudonė)
- Seredžiaus seniūnija (Seredžius)
- Skirsnemunės seniūnija (Skirsnemunė)
- Šimkaičių seniūnija (Šimkaičiai)
- Veliuonos seniūnija (Veliuona)
- Viešvilės seniūnija (Viešvilė)

## Galeria
|  |  |